# Pueblo General Belgrano
Pueblo General Belgrano es un municipio del distrito Costa Uruguay Norte del departamento Gualeguaychú en la provincia de Entre Ríos, República Argentina. El municipio comprende un área rural y la localidad del mismo nombre que es componente del aglomerado Gualeguaychú-Pueblo General Belgrano. 
Se ubica a 230 km de la ciudad de Buenos Aires, a 260 km de Rosario y a 25 km de la República Oriental del Uruguay. Su población era de 2179 habitantes según el censo 2010.
Es una localidad entrerriana de no más de 4 mil habitantes que cada verano recibe a la afluencia de turistas sin perder su esencia rústica y natural. La unen a Gualeguaychú un río y un puente, y despunta entre los destinos del litoral como una prestadora de servicios que se ha desarrollado al nivel de las exigencias del público del Carnaval del País. 

## Historia

### Toponimia
El nombre proviene de Manuel Belgrano, persona muy importante en los primeros años de la independencia argentina, abogado, militar, humanista, creador de la bandera nacional entre otras cosas.

### Antecedentes y fundación
En su territorio habitaban desde tiempos prehispánicos grupos pertenecientes a los pueblos originarios chaná, charrúa y guaraní.
Sus comienzos se remontan a la década del 60, en la zona perteneciente al distrito Potrero del departamento Uruguay, en los alrededores de la ruta nacional 14, que por ese entonces era de ripio y su traza pasaba por ahí gracias a la construcción del puente “la balsa” en 1931.
Luego de la venta de lotes de las estancias San Martin y El Potrero empezaron a instalarse diferentes familias. En la zona de la “curva de Fiorotto” se encontraba una escuela rural y un almacén de ramos generales (cuyo dueño era Fiorotto) y en las cercanías también había otro almacén (Sittner), una carnicería (Cereguetti), instalaciones de remate (Kratzer y Lema) y una estación de servicio y mecánica general (Ipperi).
A mediados de la década del 60 había alrededor de 25 familias, de las cuales unas 15 vivían en terrenos amplios (más de 5 hectáreas) que se dedicaban fundamentalmente a la agricultura y ganadería. En 1967 Héctor Armando Ipperi realiza el primer loteo en el pueblo.
Según dice un anuario de la escuela secundaria N.º 3 “20 de Junio”:
“Sus pocos pobladores luchaban por el progreso del lugar. Formaron así una comisión que denominaron oficialmente “COMISIÓN PRO-ADELANTO ZONA ELPOTRERO” por el asesor de la zona, el Padre Luis Jeannot Sueyro. Entre los integrantes que pasaron por ella se rescatan nombres como el de don Héctor A. Ipperi “su primer Presidente”.
Según encuestas realizadas esta comisión de fomento surge en el año 1970 y es formada por Ipperi, Butteri, Fiorotto, Lema y Vera. Entre sus logros se destacan: El tinglado para el salón caritas (que posteriormente fue la sala de primeros auxilios y después capilla), la llegada de la corriente eléctrica al pueblo, los primeros teléfonos y el centro de salud Rodríguez Artusi.
En 1972 se inicia la construcción del Puente Internacional Libertador General San Martin que se inaugura en 1976, producto de esto se instalan empresas en esta zona, como por ejemplo Gardeblé (Caminos), Inarco (Pre-moldeados) Tres Arroyos (Frigorífico) y SADE (Líneas de alta tensión) y en consecuencia aumenta la población de manera considerable, es por esto que recién en 1979 el departamento Gualeguaychú recibió parte del distrito Potrero del Departamento Uruguay, conformándose el distrito Costa Uruguay Norte.
En 1983 con la vuelta a la democracia los habitantes comenzaron a organizarse, así surge la primera junta de gobierno, de la que formaron parte el presidente Onofre Ibarra, secretario Hector A. Ipperi, y además de Buchart, Fiorotto, Hernandez, entre otros.
En las primeras reuniones de esta junta de gobierno, se pidió mediante solicitud al gobernador de la provincia “la imposición en forma oficial, el nombre de PUEBLO GENERAL BELGRANO a este asentamiento poblacional; por ser anhelo de la mayoría de sus habitantes manifestado mediante concurso público, abierto y documentación, rindiendo así homenaje al creador de nuestra Bandera Patria.” Según consta en el mismo anuario de la Esc. Sec. “20 de junio”
En 1986 esta junta de gobierno crea la cooperativa de agua potable, que inaugura en 1989 y se encarga de la provisión de agua y más adelante de las cloacas y lagunas de estabilización.
Hasta fines de 2005 siguen las juntas de gobierno. Para en 2006 pasar a ser municipio de segunda bajo la administración de Bettendorff. A fines de 2007 asume el primer presidente municipal electo Fiorotto.

### Crecimiento de la localidad
La ciudad está creciendo actualmente dentro de la expansión de Gualeguaychú. Se está desarrollando principalmente hacia la actividad turística, gracias a las termas, al encontrarse en el camino al balneario de Ñandubaysal y a su potencial de desarrollo urbano.
Su eje se encuentra en la llamada curva de Fiorotto en el encuentro entre el camino a Ñandubaysal y el camino a la ruta internacional que une con Uruguay. Desde esa intersección la trama urbana se desarrolla principalmente hacia el noreste en la que se encuentra la parte más antigua y hacia el sudoeste en donde encontramos nuevos loteos urbanos.

### Gobierno
Antes de 2007, Pueblo General Belgrano, Junta Vecinal respondía a la Municipalidad de la ciudad de Gualeguaychú.
En 2007, Pueblo General Belgrano es declarado Municipio Independiente perteneciente al departamento de Gualeguaychú.
2007-2011 - Primera intendencia: Francisco Fiorotto.
2011-2015 - Segunda intendencia: Elías Jacinto Chesini. 
2015-2019 - Tercera intendencia: Mauricio Palito Davico.
2024-2027 - Cuarta Intendencia: Francisco Fiorotto

## Clima
El clima al igual que gran parte de Entre Ríos es templado pampeano, con invierno frío con heladas y verano caluroso, la vegetación está compuesta por montes y pastizales, el promedio anual de lluvias es de aproximadamente 900 ml. Por su carácter más rural encontramos más amplitud climática que en Gualeguaychú.